# Medicinsk gasforsyning
Systemer til Medicinsk gasforsyning på hospitaler, og lignende sundhedsfaciliteter, anvendes til  at levere specialiserede gasser og gasblandinger til konkrete brugssteder i anlægget. Disse gasser er typisk ilt, lattergas, kvælstof, kuldioxid og medicinsk luft. Sådanne systemer overvåges ofte af CTS-alarmsystemer. Forskelligt medicinsk udstyr forbindes til forsyningssystemet på de kliniske afsnit, via gasudtag. Medicinske gasser sidestilles med andre lægemidler med hensyn til dokumentationskrav og krav til markedsføringstilladelser.

## Ilt
Ilt (O2, oxygen) kan anvendes til patienter med behov for supplerende ilt i indåndingsluften via en maske. Normalt forsynes iltsystemet af en størrre central beholder med flydende ilt, der fordampes inden det ledes ind i iltforsyningen. Dette kaldes en vakuumisoleret fordamper. Trykket er normalt omkring 345-380 kPa (50-55 PSI). I faciliteter med en lav patientkapacitet leveres ilt normalt direkte fra en eller flere højtrykscylindre. I områder hvor fordampningssystemer eller højtrykscylindre ikke er egnede, kan ilt udtages fra atmosfærisk luft ved hjælp af en iltkoncentrator, men produktion af ilt på denne måde er stadig en relativ ny teknologi.

## Medicinsk luft
Medicinsk luft (atmosfærisk trykluft) leveres af en speciel luftkompressor, gennem en form for tørretumbler der opretholder det korrekte dugpunkt, og distribueres herfra til brugsstedet. I mindre anlæg kan medicinsk luft også leveres via højtryksflasker. Trykket opretholdes omkring 345-380 kPa (50-55 psi).

## Dinitrogenoxid
Dinitrogenoxid (lattergas, N2O, kvælstofforilte) leveres til forskellige kirurgiske afsnit for sin bedøvende effekt under præ-operative procedurer. Den leveres til hospitalet i højtryksflasker. Systemtrykket er omkring 345 kPa (50 psi).

## Kvælstof
Kvælstof (nitrogen, N₂) anvendes typisk til at drive pneumatisk kirurgiudstyr til brug under forskellige indgreb, og leveres i højtryksflasker. Trykket ligger omkring 1,2 MPa (175 psi).

## Instrumentluft
Ligesom nitrogen anvendes instrumentluft til at drive kirurgisk udstyr. Det genereres på stedet af en luftkompressor (svarer til en medicinsk luftkompressor) snarere end højtrykflasker. Tidlige luftkompressorer kunne ikke tilbyde den renhed der kræves for at drive kirurgisk udstyr. Dette har ændret sig, og instrumentluft er blevet et udbredt alternativ til kvælstof. Som med kvælstof, er trykket omkring 1,2 MPa (175 psi).

## Kuldioxid
Kuldioxid (CO2) bruges typisk til insufflation under operationen, og også ved laserkirurgi. Systemtrykket holdes ved ca. 345 kPa (50 psi). Det kan også anvendes til visse luftvejslidelser.

## Medicinsk vakuum
Medicinsk vakuum på et hospital anvendes i sugeudstyr og til evakueringsprocedurer, det leveres af vakuumpumpesystemer som udsuger til atmosfæren. Vakuumet vil være forskelligt hen over rørledningen, men er generelt omkring -75 kPa (-22 Hg).

## Udsugningssystemer (WAGD/AGSS)
Waste Anaesthetic Gas Disposal (WAGD), eller Anaesthetic Gas Scavenging System (AGSS) er udsugningssystemer til bortskaffelse af anden gas anvendt til behandling, såsom anæstesi, således at personale eller andre der ikke er under behandling ikke udsættes for gassen. Selv om funktuonen er stort set den samme som et medicinsk vakuumsystem, kræver nogle bygningsreglementer at anæstesigasser opsamles separat. Udsugningssystemer behøver ikke at være så kraftig som vakuumsystemer, hvis tryk kan holdes omkring -50 til -65 kPa (-15 til -19 inHg).

## Gasudtag
Hver type gasudtag er farvekodet og er konstrueret så de søger at forhindre forveksling mellem gasserne.
- Iltudtag fra Greggersen, mærket med betegnelsen O2/Sauerstoff
- Medicinsk luftudtag fra Greggersen, mærket med betegnelsen AIR/Druckluft
- Kvælstofforilteudtag fra AGA, mærket med betegnelsen Lattergas/N2O
- Kvælstofudtag fra FESTO, mærket med betegnelsen Nitrogen
- Vakuumudtag fra AGA, mærket med betegnelsen VAC/vacuum
- Udtag til udsugningssystem